# Monster Planet Of Godzilla
Monster Planet of Godzilla is een simulator in het attractiepark Sanrio Puroland, gebaseerd op de Godzillafilms. 
Deze simulator bevat een film waarin Godzilla vecht met Mothra en Rodan. Het publiek bevindt zich zogenaamd in een supervliegtuig genaamd Earth, dat de monsters moet stoppen. 
De attractie werd in 1994 geopend. 